# Landkreis Forchheim
Landkreis Forchheim är ett distrikt (Landkreis) i Oberfranken i det tyska förbundslandet Bayern. Huvudorten är Forchheim.

## Beskrivning
Distriktet ligger huvudsakligen i bergstrakten Fränkische Schweiz. Genom distriktet flyter  Europakanalen (Rhen-Main-Donau-kanalen).
I distriktet finns större industrianläggningar, till exempel Siemens. Industrins omsättning utgörs till 72,3 procent av export. Flera invånare pendlar till Erlangen. Landkreis Forchheim har ett tätt järnvägsnät. I dalgången Wiesenttal kör en museibana med ånglok.